# Терехов, Игорь Александрович
Игорь Александрович Терехов (укр. Ігор Олександрович Терехов; род. 14 января 1967, Харьков) — украинский деятель местного самоуправления. Городской голова Харькова с 11 ноября 2021 года. Исполняющий обязанности городского головы Харькова (17 декабря 2020 — 11 ноября 2021). Заслуженный экономист Украины (2007), кандидат наук по государственному управлению (2007).
Депутат Харьковского городского совета (2015—2021), председатель фракции партии «Блок Кернеса — Успешный Харьков», секретарь Харьковского городского совета (9 декабря 2020 — 11 ноября 2021).

## Биография

### Ранние годы
Игорь Терехов родился 14 января 1967 года. Получил высшее образование, в 1990 году окончил Харьковский инженерно-строительный институт по специальности «Промышленное и гражданское строительство», в 2006 году — Харьковский региональный институт государственного управления национальной академии государственного управления при Президенте Украины по специальности «Государственное управление».
С 1994 года работал в ЗАО «Укркондиционер». В 1997 году стал председателем Совета акционеров и председателем правления общества, переименованного в ОАО «Харьковский завод „Кондиционер“». С 1999 по 2006 год работал начальником управления по вопросам предпринимательства, начальником управления коммунального потребительского рынка Харькова.
С 1989 года обслуживал матчи второй лиги чемпионата СССР по футболу в качестве помощника судьи. С 1992 года начал привлекаться к матчам чемпионата независимой Украины, как в качестве главного арбитра, так и на позицию судьи на линии. В том же году впервые отработал на матче высшей лиги, между одесским «Черноморцем» и николаевским «Эвисом», в судейской бригаде под руководством Леонида Бавыкина. Всего, в высшем дивизионе украинского футбола обслужил 52 матча в качестве лайнсмена, главным судьёй работал только в первой и второй лигах. Также имел статус арбитра ФИФА, судил матчи Кубка Интертото и Кубка обладателей кубков УЕФА. Закончил судейскую карьеру в 1998 году. Со слов Игоря Горожанкина, работавшего арбитром в то же время, Терехов построил карьеру в футболе за счёт связей с функционером Константином Вихровым.

### Начало административной карьеры
В 2006 году Терехов баллотировался по списку блока «Наша Украина» в Верховную Раду, однако попытка была неудачной.
29 марта 2007 был назначен заместителем председателя Харьковской областной государственной администрации Арсена Авакова. Указом президента Украины в 2007 году ему присвоено почётное звание «Заслуженный экономист Украины», в том же году Высшей аттестационной комиссией Украины присуждена научная степень кандидата наук по государственному управлению.
В 2007 году в местных СМИ Терехов назывался человеком Авакова. Однако в 2010 году после увольнения последнего с должности председателя ХОГА Терехов перешёл в лагерь его политических и деловых оппонентов — Михаила Добкина и Геннадия Кернеса. С апреля 2010 года Терехов занимал должность заместителя городского головы, в ноябре 2010 года решением сессии Харьковского городского совета VI созыва он утверждён в должности заместителя городского головы по вопросам развития и обеспечения жизнедеятельности города, с сентября 2015 года — на должность первого заместителя городского головы.
В 2015 году избран депутатом Харьковского городского совета VII созыва, был членом постоянной комиссии Харьковского городского совета по вопросам планирования, бюджета и финансов.

### Городской голова Харькова

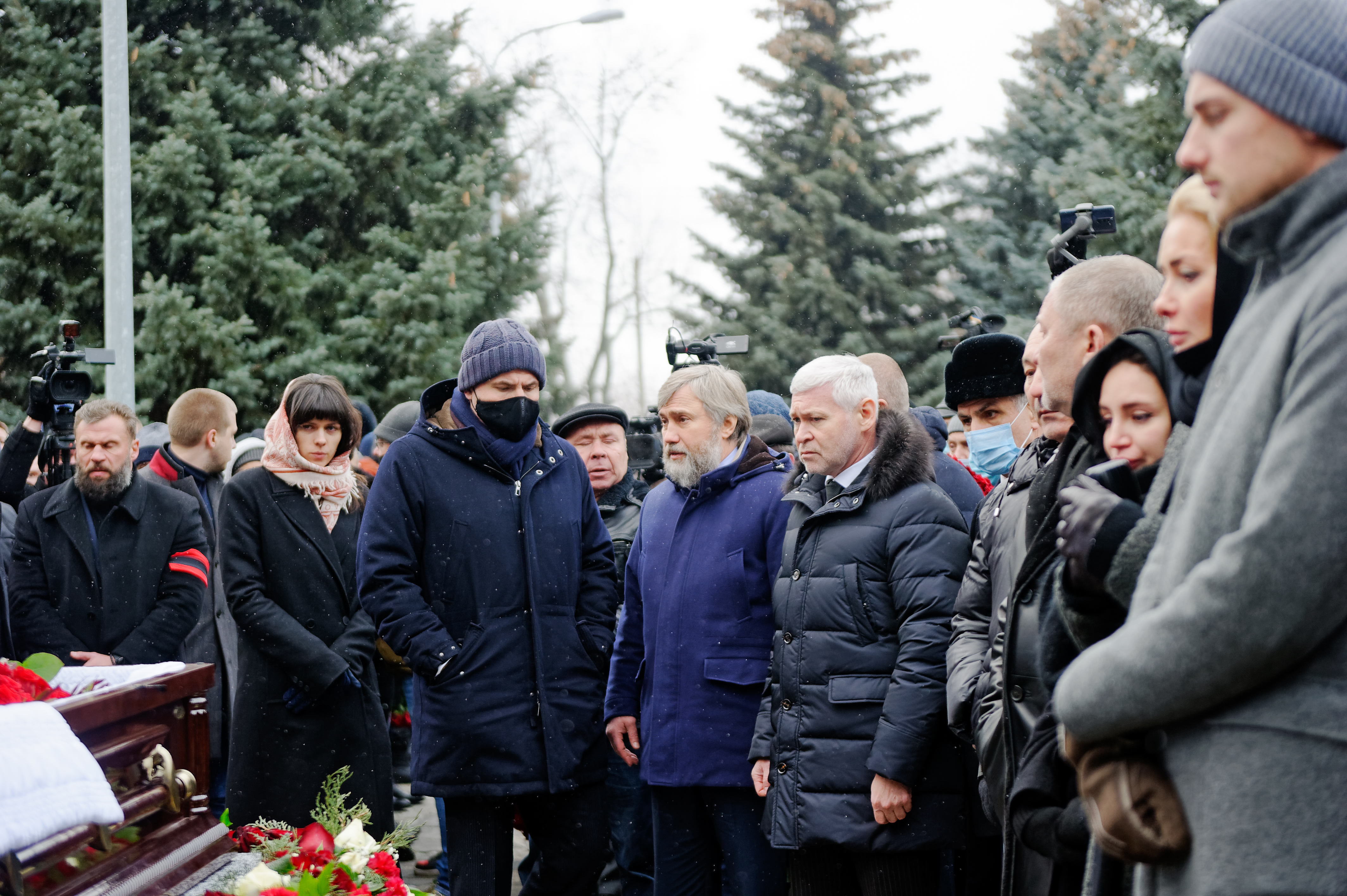
Игорь Терехов на похоронах Геннадия Кернеса 2020 год

9 декабря 2020 года на сессии совета был избран секретарём; за его кандидатуру проголосовало 73 из 84 депутатов. После смерти Геннадия Кернеса, с 17 декабря 2020 года — исполняющий обязанности городского головы Харькова. В тот же день Терехов пообещал, что в установленный законом срок (15 дней) обратится в Верховную Раду по вопросу назначения внеочередных выборов харьковского городского головы. 30 декабря секретарь горсовета сказал, что направит это обращение в ВРУ в последний день предусмотренного законодательством срока, 31 декабря. В профильном комитете Верховной Рады сообщили, что получили ходатайство Терехова 20 января 2021 и вскоре сообщат, когда оно будет рассматриваться.
Был зарегистрирован кандидатом на внеочередных выборах харьковского городского головы 31 октября 2021 года. 1 ноября 2021 года городская территориальная избирательная комиссия объявила Терехова победителем выборов городских голов. При рекордно низкой явке (28,29 %) Игорь Терехов по подсчётам избиркома получил чуть больше половины (50,66 %) голосов пришедших на выборы. На следующий день полиция открыла уголовное производство относительно фальсификаций протоколов на ряде участков в пользу Терехова.
11 ноября на внеочередной сессии Харьковского городского совета сложил полномочия секретаря городского совета, а спустя несколько часов Харьковской ТИК был зарегистрирован харьковским городским головой.

## Награды
- Почётная грамота горисполкома Харькова (2002)
- Почётный знак отличия городского головы Харькова «За усердие. 350 лет основания Харькова 1654—2004» (2004)
- Почётная грамота Харьковской областной государственной администрации и Харьковского областного совета (2004)
- Почётная грамота Верховной рады Украины (2004)
- Заслуженный экономист Украины (18 января 2007)
- Орден «За заслуги» III степени (2012)[21]
- Почётная грамота кабинета министров Украины (2016)
- Почётный знак отличия Харьковского областного совета «Слобожанская слава» (2016)
- Орден «За мужество» ІІІ степени (2022) — «За весомый личный вклад в защиту государственного суверенитета и территориальной целостности Украины, мужество и самоотверженные действия, проявленные при организации обороны населённых пунктов от российских захватчиков»[22].